# Fukumori Kenta
Kenta Fukumori (福森 健太 Fukumori Kenta, sinh ngày 4 tháng 7 năm 1994) là một cầu thủ bóng đá người Nhật Bản. Anh thi đấu cho Giravanz Kitakyushu.

## Sự nghiệp
Kenta Fukumori gia nhập câu lạc bộ tại J2 League Giravanz Kitakyushu năm 2016.

## Thống kê câu lạc bộ
Cập nhật đến ngày 22 tháng 2 năm 2018.
| Thành tích câu lạc bộ | Thành tích câu lạc bộ | Thành tích câu lạc bộ | Giải vô địch | Giải vô địch | Cúp                   | Cúp                   | Tổng cộng | Tổng cộng |
| Mùa giải              | Câu lạc bộ            | Giải vô địch          | Số trận      | Bàn thắng    | Số trận               | Bàn thắng             | Số trận   | Bàn thắng |
| Nhật Bản              | Nhật Bản              | Nhật Bản              | Giải vô địch | Giải vô địch | Cúp Hoàng đế Nhật Bản | Cúp Hoàng đế Nhật Bản | Tổng cộng | Tổng cộng |
| --------------------- | --------------------- | --------------------- | ------------ | ------------ | --------------------- | --------------------- | --------- | --------- |
| 2016                  | Giravanz Kitakyushu   | J2 League             | 2            | 0            | 0                     | 0                     | 2         | 0         |
| 2017                  | Giravanz Kitakyushu   | J3 League             | 27           | 0            | 2                     | 0                     | 29        | 0         |
| Tổng                  | Tổng                  | Tổng                  | 29           | 0            | 2                     | 0                     | 31        | 0         |